# جيري ماريش
جيري ماريش هو لاعب كرة قدم تشيكي في مركز الوسط، ولد في 16 فبراير 1992 في تشيكوسلوفاكيا. شارك مع منتخب التشيك تحت 19 سنة لكرة القدم ومنتخب جمهورية التشيك تحت 21 سنة لكرة القدم. أما مع النوادي، فقد لعب مع نادي بريبرام.

## وصلات خارجية
- جيري ماريش على موقع الاتحاد التشيكي (الإنجليزية)
- جيري ماريش على موقع قاعدة بيانات كرة القدم.إي يو (الإنجليزية)
- جيري ماريش على موقع Soccerway.com (الإنجليزية)